# Canthon divinator
Canthon divinator är en skalbaggsart som beskrevs av Johannes von Nepomuk Franz Xaver Gistel 1857. Canthon divinator ingår i släktet Canthon och familjen bladhorningar. Inga underarter finns listade.